# Molophilus (Molophilus) ephippiger
Molophilus (Molophilus) ephippiger is een tweevleugelige uit de familie steltmuggen (Limoniidae). De soort komt voor in het Oriëntaals gebied.